# جون جانيوري
جون جانيوري (بالإنجليزية: John January)‏ (6 مارس 1882 بسانت لويس في الولايات المتحدة - 1 ديسمبر 1917 بسانت لويس في الولايات المتحدة) هو لاعب كرة قدم أمريكي في مركز الوسط، شارك في الألعاب الأولمبية الصيفية 1904.

## وصلات خارجية
- جون جانيوري على موقع أوليمبيديا (الإنجليزية)